# Худалов, Харитон Алексеевич
Харитон Алексеевич Худалов (9 января 1905, с. Махческ, Терская область — 7 июля 2000, Владикавказ) — советский военачальник, генерал-лейтенант (08.08.1955), Командор норвежского ордена Святого Олафа.

## Биография
Родился в селе Махческ, ныне в Ирафском районе, Северной Осетии, в семье крестьянина. Осетин.
Учился в церковно-приходской школе. Там его первым учителем был известный в Осетии просветитель Михаил Гарданов.

### Военная служба
1 ноября 1926 года призван в РККА и зачислен в национальный кавалерийский полк в городе Владикавказ. Через год направлен на учебу в Северо-Кавказскую горских национальностей кавалерийскую школу в Краснодар. В июне 1930 года окончил её и был назначен командиром взвода сначала в Грузинский кавалерийский полк в Тифлис, а оттуда переведен в 66-й кавалерийский полк Кавказской Краснознаменной армии.
В 1932 года полк был переведен в ЛВО, где вошел в состав 16-й стрелковой дивизии им. В. И. Киквидзе (дислоцировался сначала в м. Аракчеевка, затем с 1938 года — в городе Псков). В этом полку Худалов прослужил более 8 лет: командир взвода, эскадрона, начальник полковой школы.
В марте — апреле 1939 года начальник 1-го отделения Военнотранспортной службы № 22 (литер «Б») округа в капитанском звании, затем был назначен начальником полковой школы 97-го кавалерийского полка 25-й кавалерийской дивизии (формирования 1935 года). С июля 1939 года проходил службу в 14-м кавалерийском полку той же дивизии в должностях начальника полковой школы и пом. командира полка по строевой части.
Участвовал в войне с белофиннами в 1939—1940 годах. В ходе боя принял на себя командование полком, заменив выбывшего из строя командира. После расформирования дивизии в августе 1940 года был назначен командиром 35-го отдельного разведывательного батальона 14-й стрелковой дивизии, затем с октября командовал 62-м отдельным разведывательным батальоном 52-й стрелковой дивизии 14-й армии ЛВО в городе Мончегорск. Член ВКП(б) с 1941 года.

### Великая Отечественная война
В начале войны батальон под командованием майора Худалова с 28 июня 1941 года вступил в ожесточенные бои с подразделениями 2-й горнопехотной дивизии немцев (отряд группы Баха до 1500 чел.) в районе побережья Баренцева моря и не допустил выхода противника к Мурманску. С 15 июля он вступил в командованием 58-м стрелковым полком этой же 52-й стрелковой дивизии, который вел бои в отрыве от основных сил (до 25 км). В течение 6-8 суток он сражался с подразделениями 137-го горно-егерского полка противника, имея задачу не допустить его продвижения вдоль побережья Баренцева моря. В дальнейшем до марта 1942 года полк держал оборону на занимаемом рубеже. В декабре 1941 года за боевые отличия, мужество и отвагу личного состава дивизия была преобразована в 10-ю гвардейскую Сталинскую стрелковую дивизию, а полк — в 28-й гвардейский. С 15 марта 1942 года подполковник Худалов вступил в командование 14-й стрелковой дивизией 14-й армии Карельского фронта, которая дислоцировалась на полуострове Рыбачем и активных боевых действий не вела. Затем 15 июля того же года полковник Худалов был назначен командиром 10-й гвардейской стрелковой дивизии, находившейся в это время в обороне на прежнем рубеже. В октябре 1944 года дивизия под командованием генерал-майора Худалова в составе 99-го стрелкового корпуса 14-й армии участвовала в Петсамо-Киркенесской наступательной операции. Её части форсировали реки Валасйоки и Луостари и 15 октября освободили город Петсамо (Печенга).

 Внезапными ночными атаками гвардейцы Худалова посеяли в стане врага страх и смятение. Они уничтожили вражеские гарнизоны в трех крупных опорных пунктах и почти без потерь форсировали реку Титовка, на которой немцы намеревались создать промежуточный рубеж. После форсирования Титовки путь на Петеамо с юга и с востока был открыт. — Петсамо // газета «Красная звезда» — 17.10.1944 — № 247 (5927)
25 октября 1944 года преследуя врага, дивизия пересекла государственную границу Норвегии и в трудных условиях Заполярья овладела городом Киркенес — важным портом в Баренцевом море. В дальнейшем она участвовала в завершении разгрома лапландской группировки противника. За успешное выполнение заданий командования в боях с немецко-фашистскими войсками ей было присвоено наименование «Печенгская». В период с 30 октября 1944 по 15 февраля 1945 года дивизия была переброшена в Польшу, где в составе 40-го гвардейского стрелкового корпуса 19-й армии 2-го Белорусского фронта участвовала в Восточно-Померанской наступательной операции, в разгроме гдыньской группировки противника и овладении 28 марта 1945 года городом и морским портом Гдыня. За эти бои она была награждена орденом Красного Знамени (5.4.1945). Затем, совершив марш, части дивизии вошли в подчинение 134-го стрелкового корпуса и вели наступление на Свинемюнде. В ходе его были освобождены города Штегерс, Бальденберг, Бублиц. За проявленные доблесть и мужество дивизия была награждена орденом Александра Невского (26.4.1945). Продолжая наступление, дивизия участвовала в овладении портом Свинемюнде — крупной военно-морской базой противника на Балтийском море, за что была награждена орденом Красной Звезды (4.6.1945). В последующем она была подчинена 96-му стрелковому корпусу с дислокацией в городе Летцен в Восточной Пруссии.
За время войны комдив Худалов был одиннадцать раз упомянут благодарственных в приказах Верховного Главнокомандующего.
На фронтах Отечественной войны сражались ещё пять братьев Харитона Худалова.

### Послевоенное время
После войны генерал-майор Худалов продолжал командовать этой дивизией в СГВ, с февраля 1946 года — в составе Тбилисского, а с мая — ЗакВО. С октября 1947 по февраль 1949 года учился на курсах усовершенствования командиров стрелковых дивизий при Военной академии им. М. В. Фрунзе, после их окончания назначен командиром 50-й гвардейской стрелковой дивизии БВО в городе Брест. С октября 1952 по декабрь 1953 года находился на ВАК при Высшей военной академии им. К. Е. Ворошилова, затем был назначен командиром 9-го гвардейского стрелкового корпуса БВО. С июня 1955 года командовал 44-м особым стрелковым корпусом в Северном ВО. С июня 1957 года и. д. заместителя командующего по боевой подготовке, он же начальник Управления боевой подготовки ПриВО. С октября 1960 по май 1961 года состоял в распоряжении главнокомандующего Сухопутными войсками, затем был назначен помощником командующего войсками МВО по гражданской обороне, он же начальник отдела гражданской обороны округа (с февраля 1965 года — пом. командующего войсками округа по гражданской обороне, он же начальник отдела боевой и мобилизационной подготовки частей гражданской обороны). В декабре 1966 года уволен в запас.
Указом Президента Российской Федерации от 19.6.1996 генерал-лейтенант в отставке Худалов награждён орденом Жукова.
Автор книг «У кромки континента», «Долг памяти», «У скалистых гор».
Умер 7 июля 2000 года. Похоронен во Владикавказе на Аллее Славы.

## Награды
РФ
- орден Жукова (19.06.1996)

СССР
- орден Ленина (1951)
- четыре ордена Красного Знамени (25.01.1942, 11.06.1945, 1946, 1956)
- орден Суворова II степени (02.11.1944)
- орден Александра Невского (24.11.1943)
- Отечественной войны I степени (06.04.1985)
- орден Красной звезды (03.11.1944)
- медали в том числе:
  - «За оборону Советского Заполярья» (1945)
  - «За Победу над Германией в Великой Отечественной войне 1941—1945 гг.» (1945)
  - «Ветеран Вооружённых Сил СССР» (1976)

Республика Северная Осетия-Алания
- медаль «Во Славу Осетии»

Приказы (благодарности) Верховного Главнокомандующего в которых отмечен Х. А. Худалов.
- За прорыв сильно укрепленной обороны немцев северо-западнее Мурманска и овладение городом Петсамо (Печенга) — важной военно-морской базой и мощным опорным пунктом обороны немцев на Крайнем Севере. 15 октября 1944 года. № 197.
- За освобождение от немецких захватчиков всего района никелевого производства и овладение населенными пунктами Печенгской (Петсамской) области — Никель, Ахмалахти, Сальмиярви. 23 октября 1944 года. № 202.
- За пересечение государственной границы Норвегии и овладение городом Киркенес — важным портом в Баренцевом море. 25 октября 1944 года. № 205.
- За полное освобождение Печенгской (Петсамской) области от немецких захватчиков. 1 ноября 1944 года. № 208.
- За овладение на территории Померании городами Шлохау, Штегерс, Хаммерштайн, Бальденберг, Бублид — важными узлами коммуникаций и сильными опорными пунктами обороны немцев. 27 февраля 1945 года. № 285.
- За овладение городами Руммельсбург и Поллнов — важными узлами коммуникаций и сильными опорными пунктами обороны немцев в Померании. 3 марта 1945 года. № 287.
- За овладение городом Штольп — важным узлом железных и шоссейных дорог и мощным опорным пунктом обороны немцев в Северной Померании. 9 марта 1945 года. № 297.
- За овладение важными узлами железных и шоссейных дорог — городами Лауенбург и Картузы (Картхауз). 10 марта 1945 года. № 298.
- За овладение важными опорными пунктами обороны немцев на подступах к Данцигу и Гдыне — городами Тчев (Диршау), Вейхерово (Нойштадт) и выход на побережье Данцигской бухты севернее Гдыни с захватом города Пуцк (Путциг). 12 марта 1945 года. № 299.
- За овладение штурмом городом Гдыня — важной военно-морской базой и крупным портом на Балтийском море. 28 марта 1945 года. № 313.
- За овладение городом Свинемюнде — крупным портом и военно-морской базой немцев на Балтийском море. 5 мая 1945 года. № 362.

Других государств
- Командор со звездой ордена Святого Олафа (Норвегия)[7]
- орден «9 сентября 1944 года» II степени (БНР)[8]
- медаль «За Одру, Нису и Балтику»  (ПНР)[9]

## Сочинения
- Худалов Х. А. У кромки континента. — М.: Воениздат, 1974. — 264 с. — (Военные мемуары).
- Худалов Х. А. Долг памяти. — Орджоникидзе, 1987. — 205 с. — (Военные мемуары).
- Худалов Х. А. На норвежской земле. // Военно-исторический журнал. — 1979. — № 10. — С.36-39.